# کشاری
کشاری، روستایی از توابع بخش پیشین شهرستان سرباز در استان سیستان و بلوچستان ایران است.

## جمعیت
این روستا در دهستان جکیگور قرار دارد و براساس سرشماری مرکز آمار ایران در سال ۱۳۸۵، جمعیت آن ۲۲۲ نفر (۵۰خانوار) بوده‌است.